# Browning-Pass
Der Browning-Pass ist ein vereister Gebirgspass, der zwischen der Deep Freeze Range und den Northern Foothills nördlich der Terra Nova Bay im ostantarktischen Viktorialand verläuft. Der Pass verbindet über eine Strecke von rund 15 Kilometern den unteren Abschnitt des Priestley-Gletschers mit dem Campbell-Gletscher. 
Erstmals kartografisch erfasst wurde er als Abschnitt des Campbell-Gletschers durch Teilnehmer der Terra-Nova-Expedition (1910–1913) unter der Leitung des britischen Polarforschers Robert Falcon Scott. Exaktere Vermessungen des Gebiets erfolgten durch die Südgruppe einer von 1962 bis 1963 durchgeführten Kampagne im Rahmen der New Zealand Geological Survey Antarctic Expedition, die ihn nach Frank Vernon Browning (1882–1930) benannte, einem Teilnehmer der Terra-Nova-Expedition.